# Phanerotomella taiwanensis
Phanerotomella taiwanensis är en stekelart som beskrevs av Herbert Zettel 1989. Phanerotomella taiwanensis ingår i släktet Phanerotomella och familjen bracksteklar. Inga underarter finns listade i Catalogue of Life.